# فرناندو موراليس
فرناندو موراليس (بالإنجليزية: Fernando Morales) (4 فبراير 1982 في بورتوريكو - ) هو لاعب كرة طائرة الولايات المتحدة في مركز ممرر ‏.

## وصلات خارجية
- فرناندو موراليس على موقع الاتحاد الأوروبي (الإنجليزية)
- فرناندو موراليس على موقع قاعدة بيانات الكرة الطائرة الشاطئية (الإنجليزية)
- فرناندو موراليس على موقع Ligue Nationale de Volley (الفرنسية)